# Банников, Юрий Александрович
Юрий Александрович Банников (укр. Юрій Олександрович Банніков; род. 28 августа 1938, город Черкассы, Киевская область, Украинская ССР, СССР) — украинский государственный деятель и хозяйственный деятель. Министр экономики Украины (1993).

## Биография
После окончания Рязанского государственного радиотехнического института работал в конструкторских бюро, научно-исследовательском институте — инженером-исследователем, начальником отдела, лаборатории. С 1977 года — сотрудник Министерства общего машиностроения, с 1980 года — директор Смелянского радиоприборного завода. В 1993 году назначен на должность министра экономики.
С 1993 — директор Смелянского радиоприборного завода «Оризон».
Председатель Совета директоров АО «Концерн Энергия».

## Награды
Награждён орденами «Знак Почета», «Трудового Красного Знамени», «Октябрьской революции», медалью «За доблестный труд», имеет почётное звание «Заслуженный работник промышленности Украины».
Почётный гражданин города Смела (с 18 августа 2000).

## Итог
- Довідка: Банніков Юрій Олександрович (укр.)